# 李高乡
李高乡，是中华人民共和国山西省长治市屯留区下辖的一个乡镇级行政单位。2021年4月1日，将原西贾乡的五里庄、西魏、张贤、后宅4个村委会划归李高乡管辖。

## 行政区划
李高乡下辖以下地区：
东李高村、下李高村、西李高村、南宋村、北宋村、东鸣水村、西鸣水村、南送渡村、东酪酴村、西酪酴村、王公庄村、古城村、李坊村、司徒村、东魏村和古城沟村。